# اریک مینور
اریک مینور (انگلیسی: Eric Maynor؛ زادهٔ ۱۱ ژوئن ۱۹۸۷) بازیکن بسکتبال اهل ایالات متحده آمریکا است.
از باشگاه‌هایی که در آن بازی کرده‌است می‌توان به پورتلند تریل بلیزرز، اکلاهما سیتی تاندر، یوتا جاز، فیلادلفیا سونتی‌سیکسرز، و باشگاه بسکتبال پالاسانسترو وارزه اشاره کرد.